# فتوات السلخانة (فلم)

## قصة الفيلم
يتزوج المعلم زيدان التاجر بالسلخانة من الراقصة عزيزة، ويشارك المعلم سلطان في تجارة المخدرات، يختلف زيدان مع رئيسة العصابة فتتفق مع سلطان لقتله، عزيزة وشقيقتها توحة تصممان على الانتقام من سلطان، يدعى الضابط مختار أنه شقيق طعمة الذي قتل سلطان زوجها، تكتشف عزيزة أمر مختار وتعمل معه للإيقاع بالعصابة، تقترب عزيزة من سلطان، تكتشف زعيمة العصابة خطة عزيزة، وتأمر سلطان بالتخلص من عزيزة ومختار، وعندما يبدأ سلطان وأعوانه في الإيقاع بهما تصل الشرطة، تتمكن عزيزة من الهرب، ويلقى سلطان مصرعه في الحال.

## طاقم التمثيل
| - سعيد صالح:سلطان - هياتم:عزيزة - حاتم ذو الفقار:الظابط مختار - سامي العدل:رئيس المباحث - شوقي شامخ:المعلم زيدان | - ماجدة نور الدين:فتحية - محمد الشرقاوي:خادم المعلم سلطان - ولاء مطر:طعمة - هندية:الراقصة - حمدي بتشان:المطرب | - ناصر سماحة: - علاء ولي الدين:خادم المعلم سلطان - نصر حماد:خادم المعلم سلطان - محمد أبو حشيش: - علاء زينهم: | - أحمد عبد الباري: - عماد عبد العظيم: - لويس يوسف: - عنتر صبحي: - أحمد العضل: |

## وصلات خارجية
- مقالات تستعمل روابط فنية بلا صلة مع ويكي بيانات